# Chamaemelum
Chamaemelum é um género botânico pertencente à família Asteraceae.